# Битва в Арденнах (1914)
Битва в Арденнах (21—23 серпня 1914) — наступальна операція німецької армії на початку Першої світової війни в ході першої стратегічної битви на французько-німецькому кордоні.
Виконуючи накази командування та відповідно до передвоєнних планів, французькі та німецькі війська рухалися назустріч один одному. Внаслідок цього з 21 серпня в Арденнах зав'язалися запеклі зустрічні бої.
Бойові дії відбувалися між 3-тю і 4-ю французькими арміями і 4-ю і 5-ю німецькими арміями. Найбільш запеклі бої розгорнулися у двох оперативних районах: у Лонгві і на річці Семуа. Бої у Лонгві почалися з 22 серпня, в цих боях 3-тя французька армія була розбита 5-ю німецькою армією і почала відхід на лінію Монмеді та південніше. На річці Семуа бої між 4-ю французькою та 4-ю німецькою арміями почалися з 22 серпня. Незважаючи на перевагу, 4-та французька армія зазнала важких втрат у живій силі та матеріальній частині та відійшла у вихідне положення за річку Семуа, а 24 серпня на річку Маас.
В цілому французькі війська за результатами битви в Арденнах зазнали повної поразки,  важкі втрати і були витіснені на захід від річки Маас.

## Історія
З початком наступальної операції в Лотарингії французький головнокомандувач генерал Жозеф Жоффр віддав наказ розпочати наступ через Арденнський ліс на підтримку ударного угруповання, що діяло південніше.
Відповідно до передвоєнного плану XVII, командування французької армії вважало, що в Арденнах їм протистоятиме незначні легкі сили кайзерівських військ, тому французька легка піхота за підтримки швидкострільної артилерії зможе легко прорвати ворожу оборону в лісистій місцевості цього регіону. Однак 20 серпня стало ясно — спочатку командувачу 5-ї французької армії дивізійному генералу Шарлю Ланрезаку, а потім головнокомандувачу Жозефу Жоффру — що в цьому районі сконцентрована величезна кількість німецьких військ. Того ж дня німці розпочали контрнаступ проти французів у Лотарингії. Водночас, попри такому перебігу подій, французький головнокомандувач наказав розпочати наступальну операцію в Арденнах наступного дня.
20 серпня німецькі армії на півдні атакували французьку 1-шу та 2-гу армії, а наступного дня 3-тя і 4-та французькі армії розпочали наступ. 4-та армія перетнула річку Семуа і просунулася до Нефшато, в той час, як 3-тя армія генерала П'єра Рюффе наступала на Арлон, одночасно прикриваючи правий фланг 4-ій армії. На південь від Вердена 3-тя армія, щойно перейменована на армію «Лотарингія», повинна була забезпечити прикриття ймовірного наступу Німеччини з боку Меца. Однак, головні зусилля німців були на цей час зосереджені на наступі в Бельгії, і в 3-ій армії залишалися лише слабкі сили для прикриття визначеного напрямку.
Французькі армії вторглися в Бельгію силами дев'яти армійських корпусів, але на шляху між Мецем і північним Люксембургом стояли десять німецьких корпусів і шість резервних бригад 4-ї та 5-ї армій.
Німецька 4-та армія Альбрехта Вюртемберзького і 5-та армія кронпринца Вільгельма рухалися повільніше, ніж 1-ша, 2-га та 3-тя армії, і 21 серпня командувачам було повідомлено про наступ французів на них. Французькі армії, що наступали практично не мали гідних карт цієї місцевості, але гірше того, вони уяви не мали, які німецькі сили їм протистоять.
22 серпня о 5:00 ранку в густому тумані та сильному дощі, не маючи артилерійської підтримки, 5-й французький корпус атакував з ходу німецькі війська 3-ї армії, що окопалися в районі Лонгві. Коли туман розсіявся, німецька артилерія подавила французькі батареї, що виявилися на відкритих позиціях, а піхота, що перейшла в контратаку, розгромила французьку дивізію так, що весь корпус не міг до вечора зібратися. На північному фланзі 4-й корпус також просувався в тумані й наразився на німецькі війська, що окопалися поблизу Віртона, і був розбитий, вимушено повернувши назад. На південному фланзі 6-го корпусу був відкинутий на невелику глибину. Правофланговий корпус 4-ї армії, II корпус, зумів утримати рубіж наступу з частинами 3-ї армії, але згодом ув'язався в бій із німецькими військами та зупинився.
Колоніальний корпус, що бився на лівому фланзі зазнав поразки в битві за Россіньол, в 15 км на південь від Нефшато, втративши 11 646 людей. Далі на північ 12-й корпус стабільно просувався, але сусідній 17-й корпус був обійдений німцями та зазнав поразки. Лише на найпівнічнішому фланзі 11-й та 9-й корпуси не брали участі у зустрічних боях у ході Прикордонної битви.